# Messaline
Pour les articles homonymes, voir Messaline (homonymie).
Messaline, en latin Valeria Messalina, née vers l'an 20 et morte assassinée en 48 à Rome, est une impératrice romaine.
Troisième épouse de l'empereur Claude, elle lui donne deux enfants, Britannicus et Octavie. Cependant, Claude se refuse à lui accorder le titre d'Augusta. Soupçonnée de comploter contre lui, elle est exécutée et frappée de la damnatio memoriae.
Les historiens antiques lui attribuent une cruauté et un appétit sexuel qui finirent par provoquer sa perte, Juvénal lui donnant le surnom resté célèbre de « putain impériale » (Meretrix Augusta). Cependant, il paraît difficile de séparer la légende noire de Messaline de la réalité historique.

## La fiabilité des sources
La Vie des douze Césars de Suétone et surtout le livre XI des Annales de Tacite sont les principales sources latines couvrant cette période. Écrit plus de soixante ans après les événements, durant une période où les Julio-Claudiens étaient dénigrés, le tableau lacunaire que les deux auteurs dressent des événements est particulièrement sombre et sans concession. Il n'est pas toujours aisé de distinguer la part de la calomnie de celle d'une recherche historique solide. Leur tendance à noircir le tableau et à considérer les acteurs principaux comme des criminels souvent dégénérés, leur partialité et leur manque d'esprit critique, voire leur crédulité sont aujourd'hui dénoncés et on attribue en partie la sévérité de leur jugement à leurs a priori idéologiques, voire à leur philosophie politique. Tacite et Suétone exprimeraient ainsi les intérêts politiques de la classe à laquelle ils appartenaient : le Sénat et les chevaliers romains.
Les deux historiens étaient certainement influencés par la société dans laquelle ils vivaient et pour laquelle ils écrivaient. Cependant, de par leurs fonctions — Suétone était secrétaire impérial d'Hadrien et Tacite a exercé de nombreuses et très hautes responsabilités politiques, avant de devenir un familier de l'empereur Trajan —, tous deux avaient accès à des archives officielles et des documents de première main. Les sources sont rarement citées : Tacite affirme à plusieurs reprises que ses affirmations, pour incroyables qu'elles puissent paraître, n'en sont pas moins fondées sur des documents officiels ou des récits de témoins directs.
En somme, les auteurs romains tels que Tacite, Juvénal dans la Satire VI, et Suétone dans sa vie de Claude n'hésitent pas à décrire de manière négative la jeune femme dont le trait distinctif est une sexualité effrénée. Sa réputation a également pu être volontairement ternie par Agrippine, qui fut, selon Dion Cassius, l'une de ses farouches rivales. Juvénal la traite même, dans sa Satire VI, de meretrix Augusta soit la « putain impériale ».

## Origine

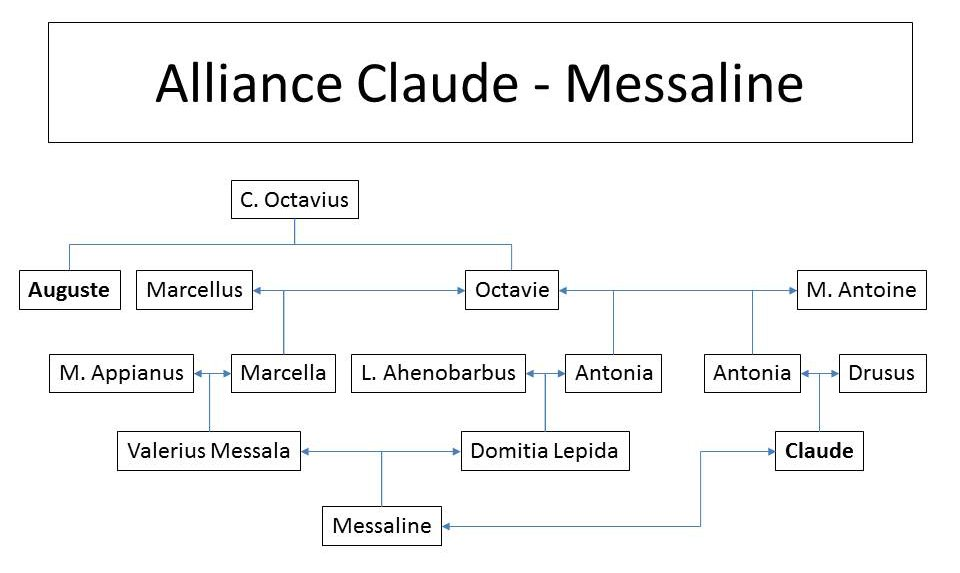
Ascendance simplifiée de Messaline et de Claude.

Issue de la haute noblesse de Rome, Valeria Messalina est la fille de Marcus Valerius Messalla Barbatus et de Domitia Lepida,. Elle est la petite-fille d’Antonia l'Aînée et donc l’arrière-petite-fille de Marc Antoine : elle est aussi la nièce de Gnaeus Domitius Ahenobarbus, premier époux d’Agrippine la Jeune et père de Néron.

## Vie

### Incertitudes sur Messaline
En l’absence de sources antiques, on ignore tout de Messaline avant qu’elle ne soit impératrice, sauf son ascendance. Donc sa date de naissance, son âge, la date de cette union et surtout sa raison sont toutes conjecturales. Les seuls points de repère chronologiques connus sont : 12 ans comme âge minimum légal de mariage d’une Romaine, et la mise au monde de Britannicus vingt jours après la proclamation de Claude selon Suétone, soit le 12 février 41. Tous les historiens s’accordent pour situer son mariage avec Claude sous Caligula, peu avant 41 selon Ronald Syme, peut-être lors du consulat de Claude en 37 pour C. Ehrhardt, ou encore en 38 ou au début de 39 pour Levick, pour placer la naissance d'Octavie un an ou deux avant celle de son frère, en 39 ou début 40.

### Arrivée au pouvoir
Messaline devient impératrice après l'acclamation de Claude, comme empereur, par la garde prétorienne le 24 janvier 41. Toutefois, Claude ne lui accorde pas le titre d'Augusta, point confirmé par l'absence de monnaie à l'effigie de Messaline portant ce titre. Quelques jours après, le 12 février, Messaline met au monde un héritier impérial, que Claude nomme Tiberius Claudius Germanicus, le futur Britannicus. En dépit de la réputation sulfureuse de son épouse, la paternité de Claude semble ne jamais avoir été remise en question. Pierre Grimal relève que le début du mariage fut heureux, mais que les choses se gâtèrent au moment de l'élévation de Claude à l'empire.
Une fois parvenue à la première place, Messaline semble régler sa conduite selon son souci dynastique, ses affaires de cœur et son goût pour les richesses, trois axes qui sont pour les auteurs anciens les poncifs du caractère tyrannique : cruauté, désirs non maitrisés et avidité.
Parmi ses victimes les plus illustres, on compte Julia Livilla, fille de Germanicus, ainsi que la cousine de celle-ci, Julia, fille de Drusus.

### La «putain impériale»?

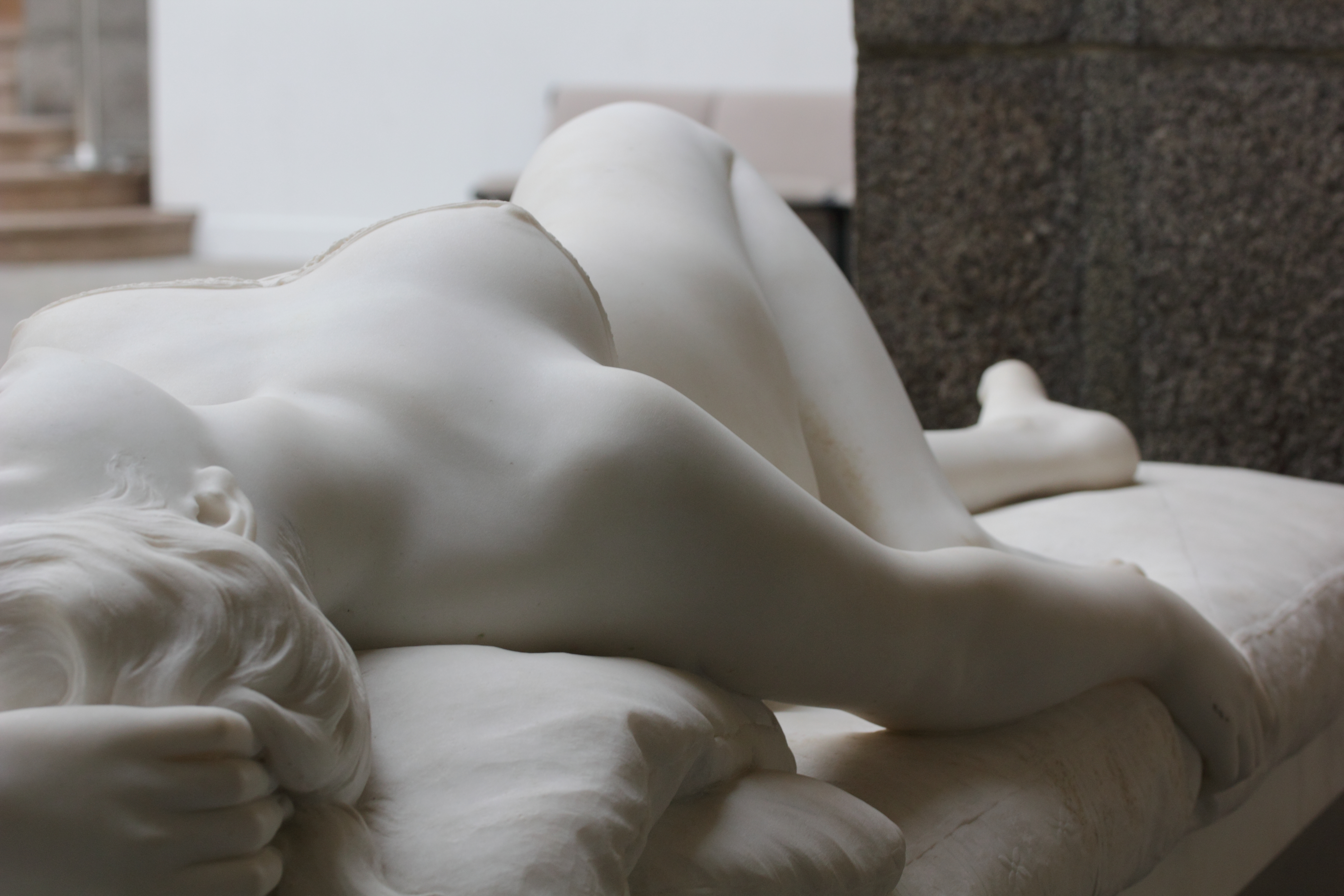
Messaline par Eugène Cyrille Brunet, 1884. musée des beaux-arts de Rennes.

Messaline est célèbre pour son appétit sexuel, voire sa nymphomanie. La tradition antique unanime colporte à son encontre des récits donnant une image de l'« Augusta meretrix » (« putain impériale ») : elle est ainsi devenue l'incarnation même de la luxure et du scandale. À en croire la description du poète satirique Juvénal, débauchée, elle n'hésitait pas à se prostituer ouvertement dans les bordels de Subure.
Elle avait transformé une partie du palais en lupanar.

Les historiens modernes, comme la Britannique Barbara Levick , tendent toutefois à relativiser l'importance de ce trait de sa personnalité, mais tous admettent la réalité de l'inconduite de l'impératrice. Certains remettent en question l'authenticité de la prostitution de Messaline. L'historienne Catherine Salles relativise, elle aussi, cette débauche, en relevant qu'elle n'était pas si inhabituelle.

« Les débordements des grandes dames, les orgies licencieuses organisées par les matrones issues de la noblesse ne sont pas une pure invention de moralistes scandalisés. Si l'histoire a noirci le personnage de Messaline, le comportement qu'on lui attribue n'est pas sans équivalent dans la société impériale. Après la morosité du règne augustéen, les mœurs se libèrent brutalement pendant les premières années du règne de Tibère. Certaines matrones se font inscrire ouvertement parmi les prostituées recensées par les autorités de police. Cela leur permettra, pensent-elles, d'aimer librement qui elles veulent sans encourir de sanctions »

#### Un mari complaisant
Mnester était un pantomime célèbre. Caligula en avait été amoureux et Messaline désirait en faire son amant. Devant son refus obstiné, elle demanda à Claude de lui donner l'ordre d'exécuter tout ce qu'elle voulait. L'empereur l'accorda à son épouse. Dion Cassius précise : « Elle fit la même chose à l'égard de beaucoup d'autres ; car elle commettait des adultères, comme si Claude avait connaissance de ce qui se passait, et lui avait permis de se plonger dans la débauche ».
Après la disparition de Caligula, Claude décida de faire disparaître le souvenir du tyran et ordonna de retirer de la circulation les pièces de monnaie de son prédécesseur. Messaline en récupéra le bronze pour fondre des statues de Mnester, amant par décision impériale,.

### Les intrigues du palais
Pour Pierre Grimal, Messaline était au centre d'un conflit d'intérêts sans pitié où chacun jouait sa propre carte. Il avance l'explication suivante : Claude était connu pour son amour des femmes (et des très jeunes filles en particulier). Messaline, femme-enfant (elle a quatorze ou quinze ans au moment de son mariage) exerçait un réel ascendant sur son mari. Elle est donc rapidement devenue une intermédiaire privilégiée pour accéder à l'empereur. Elle se fait alors manipuler par l'affranchi Narcisse avant que dans un ultime retournement, celui-ci ne s'en débarrasse. L'explication cadre assez bien avec un autre reproche fait à Messaline : sa cruauté. Sur son intervention, de nombreux courtisans furent en effet éliminés par la relégation, l'exil ou l'assassinat : parmi ses victimes, on trouve les femmes ou les maîtresses de ses amants, des gens dont elle convoite les biens, les concurrents potentiels à l'héritage dynastique, les menaces pour sa propre sécurité… Le récit de Tacite montre clairement que pour arriver à ses fins, l'intrigante avait besoin d'appuis (grassement rétribués) qu'elle obtenait dans des alliances changeantes et sans état d'âme. Un rôle qui tranche sur l'image d'une évaporée débauchée.
Parmi les victimes les plus connues figure le stoïcien Sénèque, qui fut accusé d'adultère avec Julia Livilla, la dernière fille de Germanicus, et relégué en Corse. Quant à Julia Livilla, qui, semble-t-il, tentait de la remplacer dans le lit de Claude, elle fut exilée, puis assassinée sur son ordre. Mais il faut citer aussi Poppaea Sabina et le consul Valerius Asiaticus,, (amants supposés), Asiaticus Vitellius ou même des chevaliers romains à qui l'on reproche un rêve prémonitoire. Même Agrippine et son fils Néron suscitèrent son inquiétude et furent l'objet de sa jalousie et de ses cabales. Enfin, l'élimination de Polybe, affranchi et secrétaire de Claude, lui aliène le soutien des autres affranchis impériaux.

### Les secondes noces de l'impératrice
Tacite donne une description détaillée du scandale qui, en été 48, cause la perte de Messaline : son second mariage. Au-delà de l'anecdote, l'historien illustre clairement la brutalité des luttes de pouvoir au début de l'Empire. En effet, Claude se voit révéler sa situation non pas de manière fortuite, mais au terme d'une soigneuse pesée d'intérêts par les protagonistes.
L'affaire commença avec une nouvelle aventure amoureuse de Messaline avec Caius Silius.

« Car elle brûlait pour C. Silius, le plus beau des jeunes Romains, d'une ardeur telle qu'elle fit rompre son mariage avec Junia Silana, une femme noble, et voulut avoir son amant pour elle seule. Silius, de son côté, était conscient du scandale et du danger ; mais, sachant qu'il périrait à coup sûr s'il refusait, et gardant quelque espoir de tromper l'opinion, considérant, aussi, les avantages considérables de l'aventure, il fermait les yeux sur ce qui se passerait et se consolait en profitant du présent. Et elle, sans se cacher, mais avec une suite nombreuse, venait souvent chez lui, l'accompagnait quand il sortait, lui prodiguait richesses, honneurs ; enfin, comme si les situations eussent été d'ores et déjà inversées, les esclaves, les affranchis, tout ce qui faisait le luxe du prince, tout cela, on le voyait chez l'amant de sa femme.
Cependant Claude, ignorant ce qu'il en était de son mariage [...] »

— Tacite, Annales, Livre XI, 12-13
Selon l'annaliste, « Lassée d'adultères trop faciles, Messaline se sentait portée vers des plaisirs inconnus ». C'est alors que Silius, jouant le tout pour le tout, lui propose de l'épouser, lui assurant qu'il adopterait ses enfants. D'abord réticente, car elle craint d'être ensuite écartée au motif d'adultère, Messaline finit par céder.

« Le mot de mariage, pourtant, éveilla ses désirs, à cause de l'énormité du scandale qui, lorsque l'on a tout gaspillé, est une ultime jouissance. Et sans attendre plus longtemps que le départ de Claude pour Ostie afin d'y offrir un sacrifice, elle célèbre le mariage avec tout le rituel.

[...]

Alors la maison du prince commença de trembler, surtout ceux qui possédaient l'influence et qui avaient peur, au cas où la situation serait renversée ; ne se contentant plus de conversations secrètes, ils se mirent à murmurer ouvertement. »

— Tacite, Annales, Livre XI, 26 et 28
Juvénal évoque aussi ce mariage et la situation « sans lendemain » du marié dans sa Satire X.
La question de savoir si l'empereur était au courant de la transaction est tranchée différemment par les deux sources principales. Selon Suétone, la bêtise de Claude était telle qu'il crut à l'histoire que lui servait sa désormais ex-épouse.

« Mais, ce qui dépassa toute vraisemblance, c'est que, pour les noces de Messaline avec son amant Silius, il signa lui aussi au contrat, car on lui avait fait croire qu'ils simulaient un mariage dans l'intention d'éloigner et de faire retomber sur un autre un péril dont lui-même était menacé, d'après certains présages. »

— Suétone, Claude, 29

### La fin
Tacite rapporte qu'informé par deux de ses maîtresses manipulées par son affranchi Narcisse, Claude découvre enfin son infortune. Narcisse persuade l'empereur des intentions meurtrières de Messaline et Silius. De fait, c'est un véritable complot destiné à le remplacer que Claude met au jour. Les conspirateurs sont immédiatement poursuivis et exécutés. Narcisse ordonne l'exécution de tous les invités de la noce. Découvert, Mnester tente de se sauver en rappelant opportunément que c'est Claude lui-même qui lui avait ordonné de satisfaire tous les caprices de sa femme. Le Prince incline d'abord à la pitié. Mais son entourage le persuade qu'il ne s'agit que de menu fretin et que les fautes de Mnester étaient immenses, peu importe qu'elles aient été commises sous la contrainte ou librement,.
Claude demande alors à écouter sa femme avant de la condamner. Comprenant le danger d'un possible retournement du Prince, Narcisse envoie ses sbires dans les jardins de Lucullus sur le Pincius, où s'étaient réfugiées Messaline et sa mère juste réconciliées. La mère presse sa fille de mettre elle-même fin à ses jours. « Mais en ce cœur corrompu par les plaisirs, il ne restait aucune trace d'honneur ; les larmes, les plaintes inutiles se prolongeaient, lorsque la porte est enfoncée sous l'élan des arrivants ». Selon le récit de Tacite, dramatisé à l'envi, un affranchi envoyé par Narcisse fait irruption et accable la malheureuse d'injures. Messaline s'empare alors d'un poignard et tente de se suicider. Elle n'y parvient pas et est exécutée par un soldat ; son corps est abandonné à sa mère.

L'exécution de Messaline en peinture
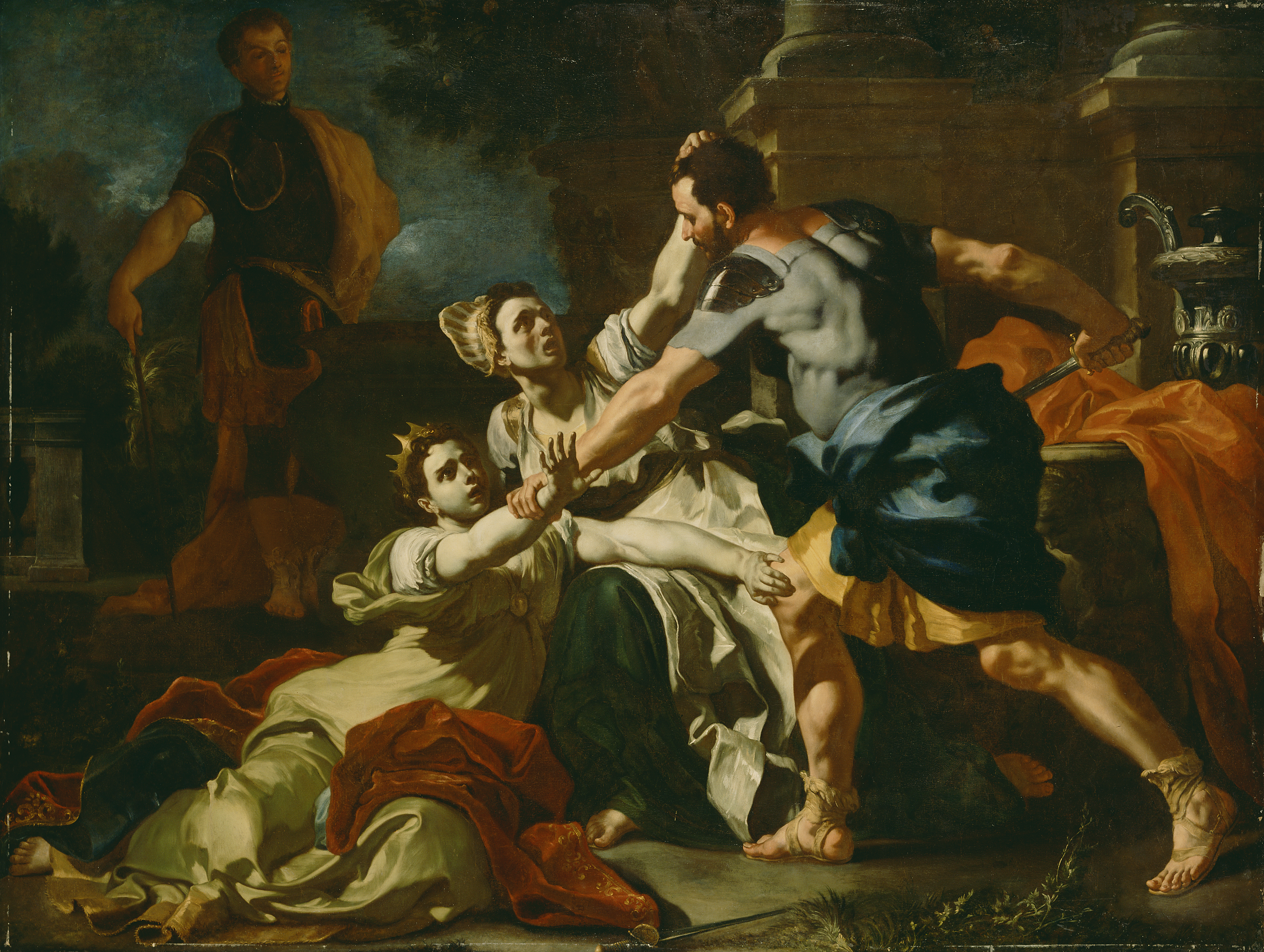
La mort de Messaline, Francesco Solimena, vers 1704/1712
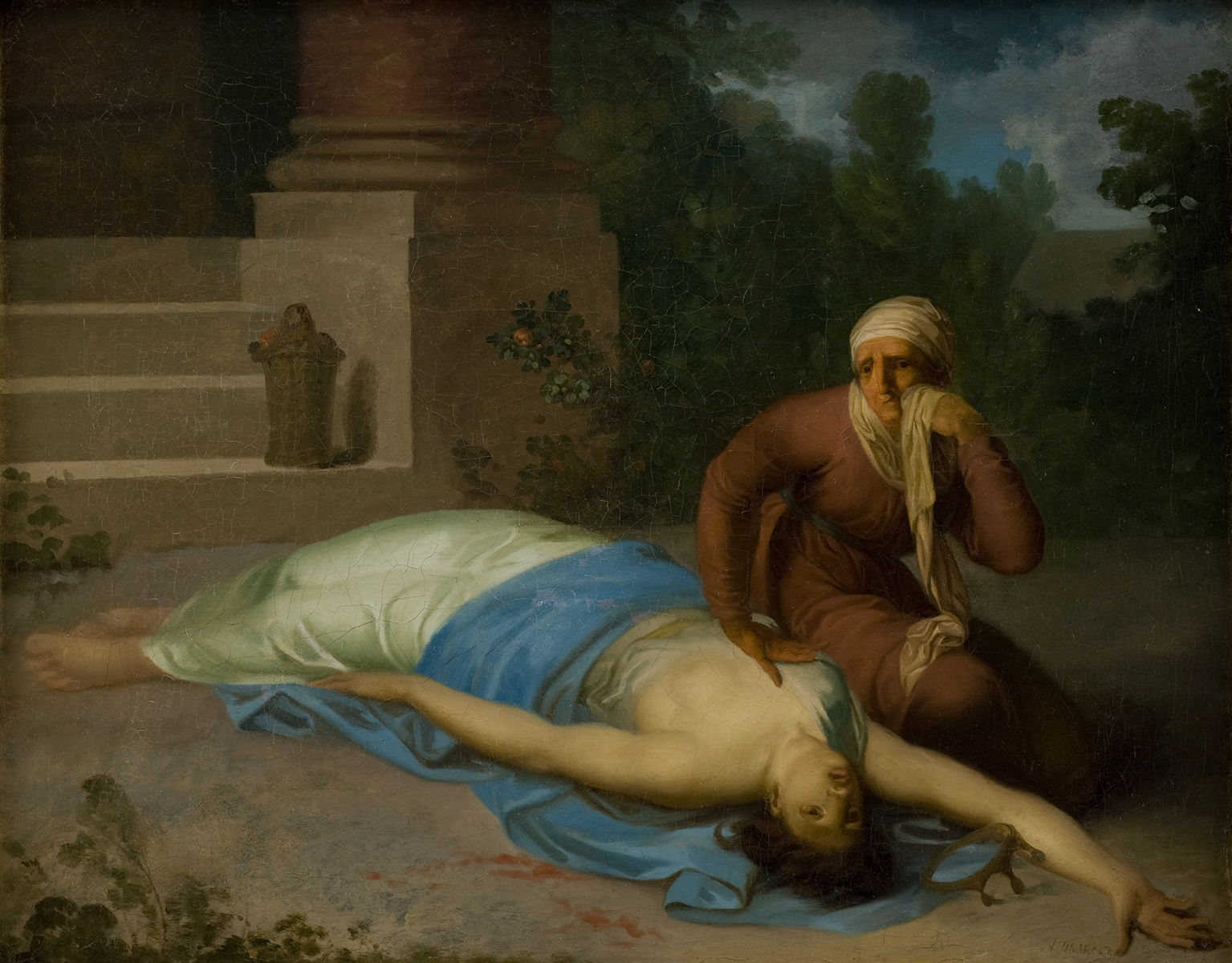
Messaline morte et sa mère, Nicolai Abildgaard, 1777
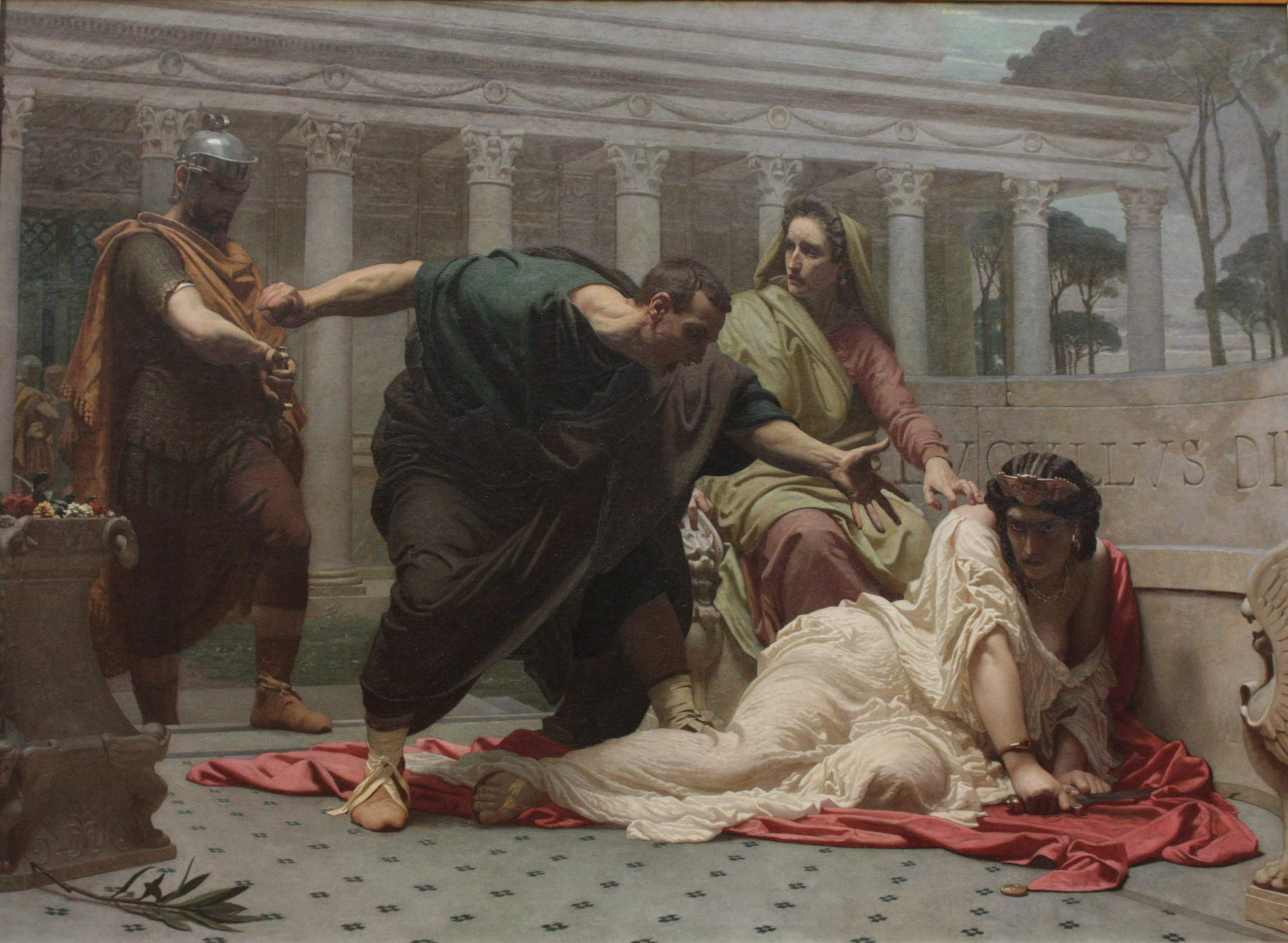
'La Mort de Messaline', François Victor Eloi Biennourry, 1850
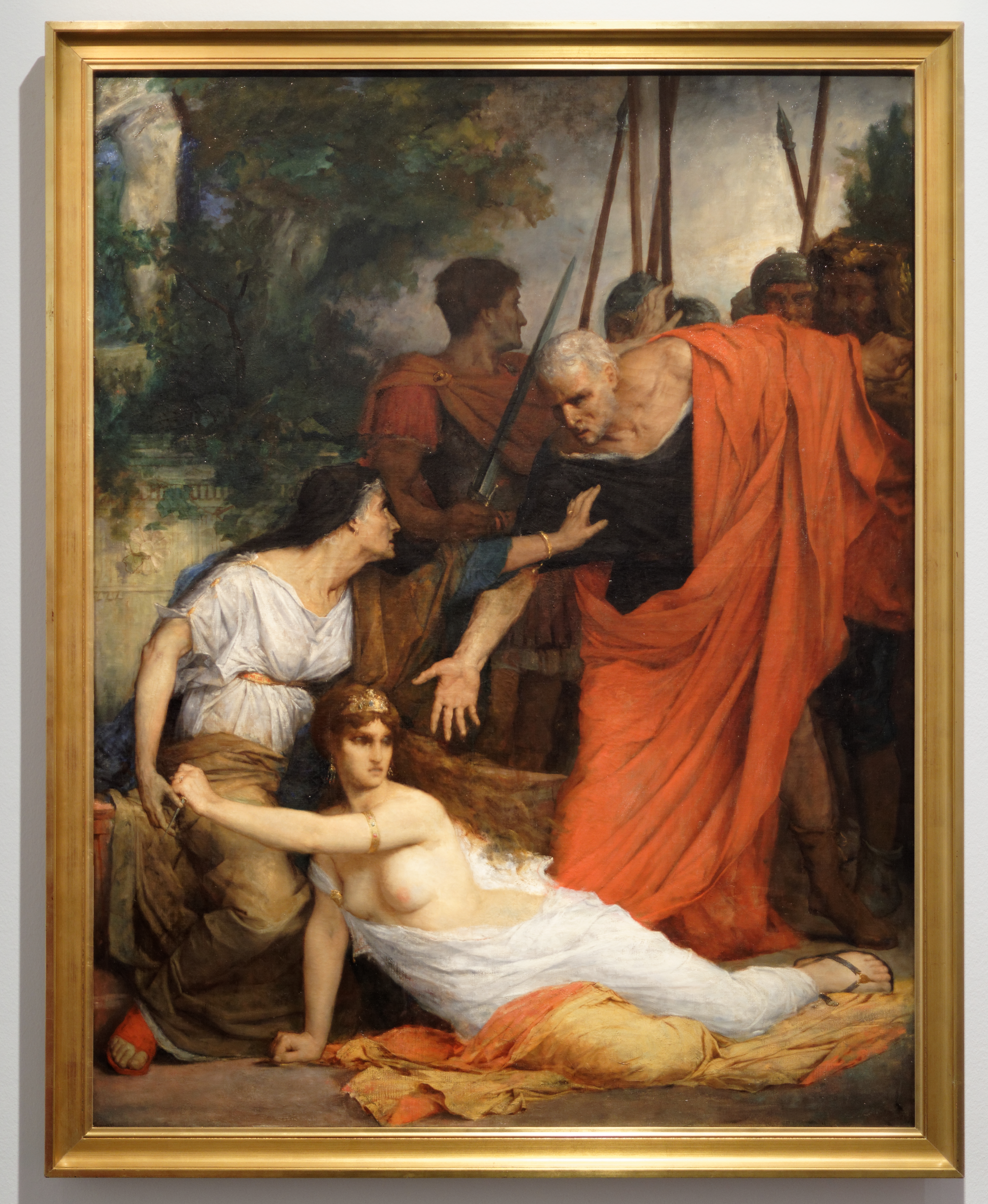
La mort de Messaline, par Fernand Lematte, 1870, École nationale supérieure des beaux-arts de Paris

Selon Tacite, discréditant à nouveau l'empereur :

« On annonça à Claude, tandis qu'il dînait, que Messaline était morte, sans préciser si c'était de sa propre main ou de celle d'un autre. Il ne le demanda pas ; il réclama une coupe et poursuivit le repas comme d'habitude. Même au cours des jours suivants, il ne donna aucun signe de haine, de joie, de colère, de tristesse, bref d'aucune émotion humaine, ni lorsqu'il voyait les accusateurs joyeux, ni quand il voyait ses enfants affligés. Ce qui aida à faire oublier Messaline fut que le sénat décida que l'on ôterait son nom et ses portraits des lieux publics et privés. On décréta pour Narcisse les insignes de questeur, honneur bien mince au prix de son orgueil, alors qu'il s'était élevé au-dessus de Pallas et de Calliste. »

— Tacite, Annales, Livre XI, 38 2-4
Selon Suétone, Claude déclara alors aux prétoriens que « les mariages lui réussissaient mal, il restait dans le célibat, et consentait, s'il n'y restait pas, à être transpercé de leurs propres mains. Pourtant, il ne put s'empêcher de songer aussitôt à une nouvelle union [...] ».
C'est peut-être encore l'historien Paul Veyne qui manifestera le plus de compréhension pour Messaline : « [...] cette jeune femme de 24 ans, qu'on dépeint comme une dévergondée, était en réalité une sentimentale, une amoureuse romantique ». Selon lui, « Messaline est un authentique cas d'amour fou ».
Condamnée à la damnatio memoriae, il n'existe aucune image assurée de Messaline. Son nom est martelé sur les inscriptions, mais parfois encore perceptible comme pour l'inscription de Vérone référencée où l'artisan a simplement recreusé les lettres,.

## Représentations dans les arts et la culture populaire

### Œuvres artistiques
Messaline a suscité de très nombreuses œuvres, aussi bien littéraires que musicales ou dans les arts plastiques et visuels. On en trouvera une liste partielle récente dans : Jean-Noël Castorio Messaline, la putain impériale, annexe IV, p. 417-422, « La postérité de Messaline dans les Arts et la Littérature ».
- (en) Nathanael Richards, The Tragedy of Messalina, Empress of Rome (1640)
- Francesco Solimena, Morte di Messalina, huile sur toile, 1708 ;
- Théodore de Banville, "Messaline", Les Princesses (1874)
- Alfred Jarry, Messaline (1900), réédition A Rebours 2002 ;
- Nonce Casanova, Messaline (1902), Lyon, Éditions Palimpseste, 2008 ;
- Félicien Champsaur, L’Orgie latine, Fasquelle, 1903, roman antique illustré par Auguste Leroux ; réédité en février 2013 chez Le Vampire Actif.
- (en) Robert Graves, I, Claudius, 1934
- Mélanie Quentin, Messaline (2000), sculpture.
- Jacqueline Dauxois, Messaline, Paris, Pygmalion/Gérard Watelet, 2002;  (ISBN 2-85704-751-7)

### Œuvres cinématographiques
- Messaline est un film français réalisé par Ferdinand Zecca et Henri Andréani en 1910.
- Messaline est un film italien réalisé par Mario Caserini en 1910.
- Messaline (Messalina) est un film italien réalisé par Enrico Guazzoni, sorti en 1924.
- Messaline (Messalina) est un film franco-italo-espagnol réalisé par Carmine Gallone en 1951.
- Messaline (Messalina Venere imperatrice) est un film italien réalisé par Vittorio Cottafavi en 1960.
- Messaline, impératrice et putain (Messalina, Messalina !) est un film italien réalisé par Bruno Corbucci en 1977.
- Caligula et Messaline est un film franco-italien réalisé par Jean-Jacques Renon et Bruno Mattei en 1981.
- Messalina (Messalina: The Virgin Empress) est un film italien réalisé par Joe D'Amato en 1996.

### Œuvres à la télévision
- Moi Claude empereur est une mini-série britannique réalisée par Herbert Wise en 1976, avec Sheila White dans le rôle de Messaline.
- [vidéo][Production de télévision] « Duels d'Histoire : Messaline vs Agrippine », Olivier Carpentier (écriture et réalisation), Nicolas Brénéol (écriture et montage), Noémie Orphelin (narration) sur Arte, 2022, 11 min (consulté le 16 juin 2024)